# NGC 664
NGC 664 je galaksija u zviježđu Ribe.

## Vanjske poveznice
- SEDS: NGC 0664